# Василёво (Вышневолоцкий район)
Василёво — деревня в Вышневолоцком городском округе Тверской области.

## География
Находится в центральной части Тверской области на расстоянии приблизительно 13 км по прямой на север-северо-восток от города Вышний Волочёк.

## История
Была отмечена еще на карте 1825 года. В 1859 году здесь (деревня Вышневолоцкого уезда) было учтено 6 дворов. До 2019 года входила в состав ныне упразднённого Сорокинского сельского поселения Вышневолоцкого муниципального района.

## Население
Численность населения составляла 40 человек (1859 год), 2 (русские 100%) в 2002 году, 1 в 2010.